# Francis Russell, IV conte di Bedford
Francis Russell, IV conte di Bedford (1593 – 9 maggio 1641), è stato un politico inglese.

## Biografia
Egli era l'unico figlio di William Russell, I Barone di Thornhaugh, e di sua moglie Elizabeth Long. Nel 1623 è stato nominato Lord Luogotenente di Devon e nel maggio 1627 divenne conte di Bedford dopo la morte di suo cugino Edward Russell, III conte di Bedford.
Nel 1628, durante i dibattiti sulla Petition of Right, sostenne le esigenze della Camera dei Comuni, ed è stato membro del comitato che riportò contro il diritto di imprigionare il re.
Nel 5 novembre 1629 fu arrestato, ma venne rilasciato.
Nel 1631, con l'architetto Inigo Jones, costruì la piazza di Covent Garden e la chiesa di St. Paul.

## Carriera politica
Il Parlamento breve si riunì nell'aprile 1640 e trovò il conte come uno degli avversari del re Carlo I.
Nel luglio 1640 è stato tra coloro che scrissero ai dirigenti scozzesi per il rifiuto di invitare un esercito scozzese in Inghilterra, ma promettendo di stare dagli scozzesi in tutti i modi legali e onorevole. Nel settembre successivo fu tra coloro che Carlo esortò a formare un parlamento, di fare la pace con gli scozzesi e di licenziare i suoi ministri odiosi, ed è stato uno dei commissari inglesi incaricati di concludere il trattato di Ripon.
Quando si riunì il Lungo Parlamento, nel mese di novembre 1640, Bedford è stato considerato come il capo dei parlamentari. Nel febbraio 1641 divenne Lord gran tesoriere. Era essenzialmente un uomo moderato, e sembrava ansioso di risolvere la questione del reddito reale in modo soddisfacente. Egli non ha voluto modificare il governo della chiesa, era in buoni rapporti con l'arcivescovo Laud, e, pur convinto della colpevolezza di Strafford, era ansioso di salvare la sua vita.

## Morte
Nel bel mezzo della lotta parlamentare Bedford morì di vaiolo il 9 maggio 1641.

## Matrimonio
Sposò Catherine Brydges, figlia di Giles Brydges, III Barone di Chandos. Ebbero otto figli:
- William Russell, I duca di Bedford (agosto 1616-7 settembre 1700);
- Lady Catherine Russell (1618-1º dicembre 1676), sposò Robert Greville, II barone di Brooke, ebbero tre figli;
- Lady Anne Russell (1620-26 gennaio 1697), sposò George Digby, II conte di Bristol, ebbero due figli.
- Francis Russell;
- Lord Edward Russell (?-21 settembre 1665), sposò Penelope Hill, ebbero quattro figli;
- Lady Diana Russell (1624-30 gennaio, 1695), sposò Francis Newport, I conte di Bradford, ebbero quattro figli;
- John Russell;
- Lady Margaret Russell (?-1676), sposò in prime nozze James Hay, II conte di Carlisle e in seconde nozze Edward Montagu, II conte di Manchester, non ebbe figli da entrambi i matrimoni;